# Hamun-e Helmand
Hamun-i-Helmand ili jezero Hāmūn - oaza Hāmūn (perzijski:  دریاچه هامون Daryācheh-ye Hāmūn) je plitko, močvarno, jezero (ili laguna) - hāmūn kako kažu Iranci u pustinjskoj stepi istočnog Irana.
Hāmūn je generički izraz koji se odnosi na plitka jezera (ili lagune), obično sezonska, koja se pojavljuju u pustinjama jugoistočnog Irana i susjednim područjima Afganistana i Pakistana. Proizvod su topljenja snijega u obližnjim planinama tokom proljeća. 

## Zemljopisne karakteristike
Jezero Hāmūn leži u istočnom Iranu, u blizini afganistanske granice. Glavni dotok voda osigurava Rijeka Helmand, koja izvire u planinama Hindukuš,  oko 80 km zapadno od Kabula u Afganistanu. Zajedno s dva slična jezera, Hāmūn-e Sabari i Hāmūn-e Puzak, koje se protežu na teritoriju Afganistana, formira veliku močvaru Seistan.
Jezero Hāmūn puni se prvenstveno vodama rijeka iz susjednog Afganistana, pa je od 1976., kad je vodostaj afganistanskih rijeka bio normalan, i količina voda u jezeru bila je relativno visoka. Ali je između 1999. – 2001.,  jezero potpuno presušilo.
Inače se za velikih suša u Afganistanu, vode Helmanda potpuno iskorištavaju za navodnjavanje i piće, tako da do Jezero Hāmūn ništa ne stigne. Tad obično zapušu i snažni suhi vjetrovi koji nanesu velike količine pijeska po isušenom dnu jezera.
Jezero Hāmūn je zajedno sa susjednim jezerom Hāmūn-e Sabari uvršteno 1975. na Popis Močvara internacionalnog značaja Ramsarske konvencije.

## Vanjske poveznice
- Ramsar report for Hamun-e-Saberi & Hamun-e-Helmand na portalu Ramstar  Arhivirana inačica izvorne stranice od 27. rujna 2009. (Wayback Machine) (engl.)